# Coupe du monde féminine de football des moins de 20 ans
Cet article traite de la Coupe du monde féminine de football des moins de 20 ans. Pour la Coupe du monde de football masculin des moins de 20 ans, voir Coupe du monde de football des moins de 20 ans.
La Coupe du monde féminine de football des moins de 20 ans est une compétition de football féminin organisée par la FIFA et réservée aux joueuses de moins de 20 ans.
Depuis la première édition en 2002, l'épreuve se déroule tous les deux ans. À noter que depuis 2010, une fois sur deux le pays organisateur de cette compétition est le même que celui qui accueille un an plus tard la Coupe du monde féminine de football sénior, qui elle se déroule tous les quatre ans.

## Histoire
En 2002 et 2004, l'épreuve était réservée aux joueuses de moins de 19 ans. Depuis 2006, et la réorganisation des catégories d'âge, cette limite d'âge est passée à 20 ans.

## Format de la compétition
À l'image des autres Coupes du monde de football, cette compétition comprend deux phases :
- la phase qualificative qui est organisée par les confédérations continentales. En Europe, par exemple, les quatre demi-finalistes de l'Euro 2005 sont qualifiées pour la Coupe du monde. Cinq équipes participantes cette année-là pour l'Europe, car la Russie est qualifiée d'office en tant que pays organisateur.
- la phase finale qui rassemble les 16 formations qualifiées, puis 24 à partir de 2024[1].

## Palmarès
| 1re | 2002 | Canada                    | États-Unis        | 1-0 ap · | Canada        | Allemagne    | 1-1?? (4-3) tab | Brésil        |
| 2e  | 2004 | Thaïlande                 | Allemagne         | 2-0      | Chine         | États-Unis   | 3-0             | Brésil        |
| 3e  | 2006 | Russie                    | Corée du Nord     | 5-0      | Chine         | Brésil       | 0-0?? (6-5) tab | États-Unis    |
| 4e  | 2008 | Chili                     | États-Unis (2)    | 2-1      | Corée du Nord | Allemagne    | 5-3             | France        |
| 5e  | 2010 | Allemagne                 | Allemagne (2)     | 2-0      | Nigeria       | Corée du Sud | 1-0             | Colombie      |
| 6e  | 2012 | Japon                     | États-Unis (3)    | 1-0      | Allemagne     | Japon        | 2-1             | Nigeria       |
| 7e  | 2014 | Canada (2)                | Allemagne (3)     | 1-0 ap   | Nigeria       | France       | 3-2             | Corée du Nord |
| 8e  | 2016 | Papouasie-Nouvelle-Guinée | Corée du Nord (2) | 3-1      | France        | Japon        | 1-0             | États-Unis    |
| 9e  | 2018 | France                    | Japon             | 3-1      | Espagne       | Angleterre   | 1-1 (4-2) tab   | France        |
| 10e | 2022 | Costa Rica                | Espagne           | 3-1      | Japon         | Brésil       | 4-1             | Pays-Bas      |
| 11e | 2024 | Colombie                  | Corée du Nord (3) | 1-0      | Japon         | États-Unis   | 2-1             | Pays-Bas      |
| 12e | 2026 | Pologne                   |                   | -        |               |              | -               |               |

?? : incertitude sur la tenue de prolongation ou non.

## Bilan par nation
| Rang | Équipes       | Vainqueur                                                                                     | Finaliste                                                             | Troisième                                                               | Quatrième | Titres remportés en | Participations |
| ---- | ------------- | --------------------------------------------------------------------------------------------- | --------------------------------------------------------------------- | ----------------------------------------------------------------------- | --------- | ------------------- | -------------- |
| 1    | Allemagne     | Médaille d'or, Coupe du Monde · Médaille d'or, Coupe du Monde · Médaille d'or, Coupe du Monde | Médaille d'argent, Coupe du Monde                                     | Médaille de bronze, Coupe du Monde · Médaille de bronze, Coupe du Monde |           | 2004, 2010, 2014    | 11             |
| 2    | États-Unis    | Médaille d'or, Coupe du Monde · Médaille d'or, Coupe du Monde · Médaille d'or, Coupe du Monde |                                                                       | Médaille de bronze, Coupe du Monde · Médaille de bronze, Coupe du Monde | 2         | 2002, 2008, 2012    | 11             |
| 3    | Corée du Nord | Médaille d'or, Coupe du Monde · Médaille d'or, Coupe du Monde · Médaille d'or, Coupe du Monde | Médaille d'argent, Coupe du Monde                                     |                                                                         | 1         | 2006, 2016, 2024    | 8              |
| 4    | Japon         | Médaille d'or, Coupe du Monde                                                                 | Médaille d'argent, Coupe du Monde · Médaille d'argent, Coupe du Monde | Médaille de bronze, Coupe du Monde · Médaille de bronze, Coupe du Monde |           | 2018                | 8              |
| 5    | Espagne       | Médaille d'or, Coupe du Monde                                                                 | Médaille d'argent, Coupe du Monde                                     |                                                                         |           | 2022                | 5              |
| 6    | Nigeria       |                                                                                               | Médaille d'argent, Coupe du Monde · Médaille d'argent, Coupe du Monde |                                                                         | 1         |                     | 11             |
| 7    | Chine         |                                                                                               | Médaille d'argent, Coupe du Monde · Médaille d'argent, Coupe du Monde |                                                                         |           |                     | 6              |
| 8    | France        |                                                                                               | Médaille d'argent, Coupe du Monde                                     | Médaille de bronze, Coupe du Monde                                      | 2         |                     | 8              |
| 9    | Canada        |                                                                                               | Médaille d'argent, Coupe du Monde                                     |                                                                         |           |                     | 9              |
| 10   | Brésil        |                                                                                               |                                                                       | Médaille de bronze, Coupe du Monde · Médaille de bronze, Coupe du Monde | 2         |                     | 11             |
| 11   | Corée du Sud  |                                                                                               |                                                                       | Médaille de bronze, Coupe du Monde                                      |           |                     | 6              |
| 11   | Angleterre    |                                                                                               |                                                                       | Médaille de bronze, Coupe du Monde                                      |           |                     | 5              |
| 13   | Colombie      |                                                                                               |                                                                       |                                                                         | 1         |                     | 2              |
| 14   | Pays-Bas      |                                                                                               |                                                                       |                                                                         | 2         |                     | 3              |

## Statistiques
- Plus grand écart en finale : +5  Corée du Nord 5-0  Chine en 2006
- Plus grand nombre de buts marqués en finale : 5  Corée du Nord 5-0  Chine en 2006
- Plus grand nombre de buts marqués par le vainqueur : 5  Corée du Nord en 2006
- Plus petit écart en finale : +1  États-Unis 1-0  Canada en 2002,  États-Unis 2-1  Corée du Nord en 2008,  États-Unis 1-0  Allemagne en 2012, et  Corée du Nord 1-0  Japon en 2024
- Plus petit nombre de buts marqués en finale : 1  États-Unis 1-0  Canada en 2002,  États-Unis 1-0  Allemagne en 2012 et  Corée du Nord 1-0  Japon en 2024
- Plus petit nombre de buts marqués par le vainqueur : 1  États-Unis en 2002 et en 2012
- L'équipe des  États-Unis est la première à remporter le titre.
- L'équipe des  États-Unis est la première à remporter le titre 2 fois.
- L'équipe des  États-Unis est la première à remporter le titre 3 fois.